# Tip Top Theater
Das Tip Top Theater war ein Theater und Kino in der Amsterdamer Innenstadt und bestand aktiv zwischen 1914 und 1942. Es wurde 1953 nach schweren Kriegsschäden abgerissen.

## Geschichte
Zu Beginn der 1910er Jahre wurden die Architekten Zeeger Gulden und Melle Geldmaker von dem Diamanthändler Jozeph Kroonenberg mit dem Bau eines Theaters beauftragt. Das Architektenbüro hat bereits das 1913 errichtete Rozentheater an der Rozengracht gestaltet. In diesem Stil sollte auch das neue Theater entstehen.
Hierfür wurde ein unbebautes Grundstück an der Jodenbreestraat ausgewählt. Nach seiner Fertigstellung 1914 wurde es zum gerne frequentierten Theater und Kino des vorwiegend jüdisch geprägten Viertels. Nachgerade weil Kroonenberg sein Publikum mit vorwiegend jüdisch geprägter Kunst (auch in Jiddisch) unterhielt, wurde das Kino im Viertel bald recht beliebt. Ein vergleichbares Kino mit starker Verbundenheit zu jüdischem Leben fand sich Den Haag mit dem Apollo (1907–1940).
Das Tip Top war ein einfaches Volkstheater, in welchem an Mittwochnachmittagen Kinderfilme gezeigt wurden und sonntags die Arbeiter des Viertels unterhalten wurden. An den anderen Vorführabenden achtete Kroonenberg jedoch auf ein eher ausgewähltes Publikum. Kroonenberg unterhielt eine Partnerschaft zu Herstellern koscherer Margarine, den Unternehmen Orta und Tomor. Diese konnten so zu Werbezwecken ihren Produkten Freikarten für das Kino beifügen.
Das Haus hatte viele seinerzeit erfolgreiche, zumeist jüdische Künstler zu Gast, darunter Stella Fontaine, Lou Bandy, die Künstlerfamilie Davids (Heintje, Louis, Hakkie und Henrietta), Willy Derby, Max Tak und Sylvain Poons. Sie traten mit ihren Varieteenummern zwischen den Filmen auf. Eine Besonderheit waren die dort zum Verzehr angebotenen Mandeln, deren Schalen nach jeder Vorstellung den Boden bedeckten.
Der Erste Weltkrieg verursachte einen Rückgang der Besucherzahlen. Als das Tuschinski-Theater 1921 eröffnet wurde, war der Leiter des Tip Top Theaters, Kroonenberg, so sehr von dessen Inneneinrichtung beeindruckt, dass er im darauf folgenden Jahr sein Theater nach diesem Vorbild umbauen ließ. 1934 erfolgte ein weiterer Umbau.

### Besatzungszeit

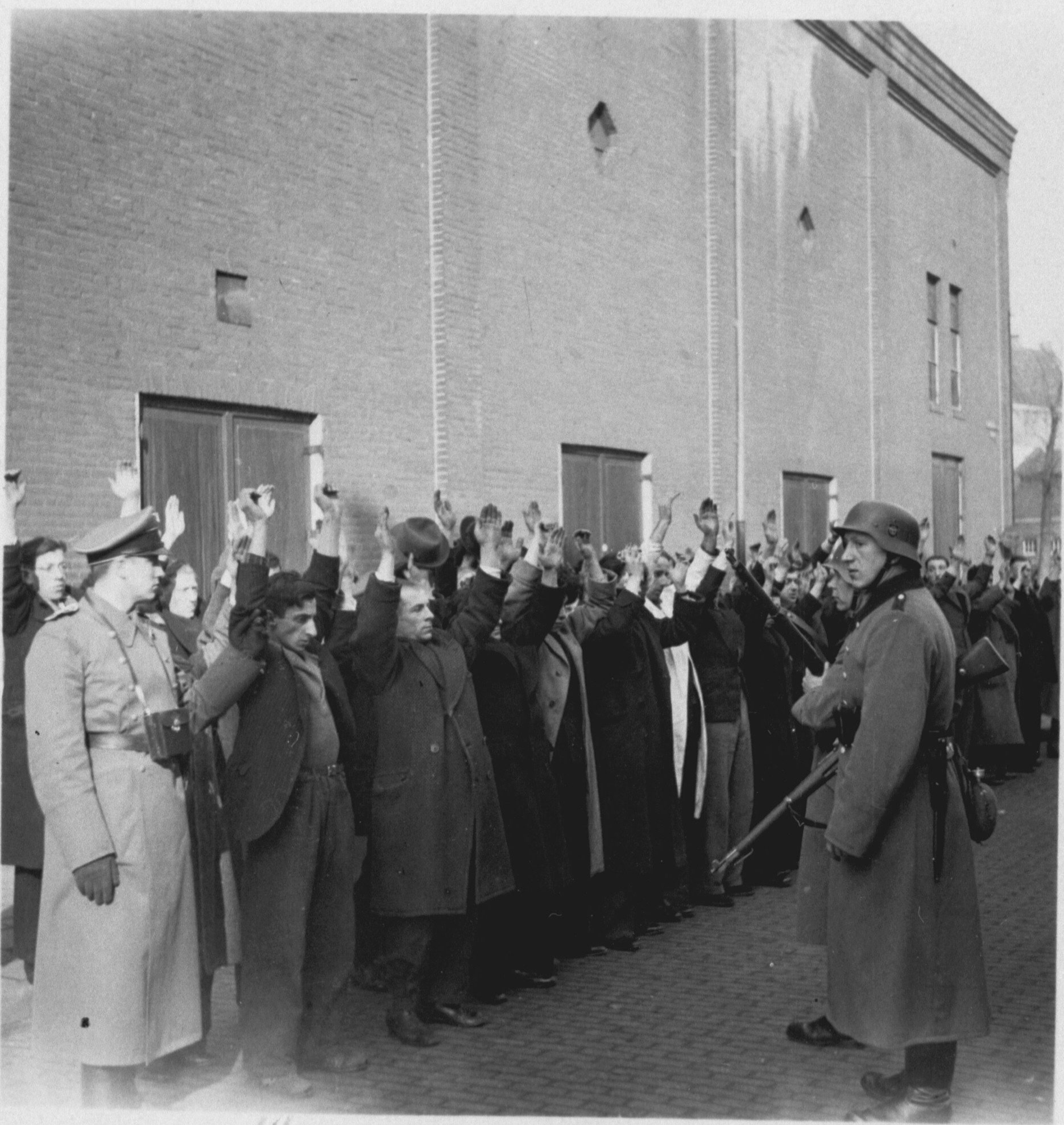
Verhaftete Juden anlässlich einer Razzia in und um das Theater, 1941

Wie alle jüdischen Einrichtungen konnte das Theater in der ersten Zeit des Krieges noch Aufführungen geben. Jedoch wurde es am 22. Februar 1941 zum Ziel einer der ersten Razzien gegen Juden, die von Arthur Seyß-Inquart und Hanns Albin Rauter organisiert wurden. Am 4. Juni 1942 wurde das Tip Top Theater von der Besatzungsmacht vollständig geschlossen. Es diente jedoch noch einige Monate als Geheimversteck für verfolgte Juden.
Danach wurde das Gebäude von der Bevölkerung auf der Suche nach Brennmaterial geplündert und im weiteren Verlauf des Krieges stark beschädigt. Zwar wurde 1947 noch eine Genehmigung für den Umbau der Ruine in eine Matratzenfabrik beantragt, jedoch wurde das Gebäude im Oktober 1953 schließlich abgerissen, um die Verbreiterung der engen Jodenbreestraat zu ermöglichen. Auf einem Teil des ehemaligen Standortes steht heute die Academie voor Theater en Dans. Ein Theatersaal dieser Hochschule wurde zu Ehren des Tip Top Theater gleichsam benannt.